# Molybdophora concinnaria
Molybdophora concinnaria är en fjärilsart som beskrevs av Jacob Hübner 1818. Molybdophora concinnaria ingår i släktet Molybdophora och familjen Uraniidae. Inga underarter finns listade i Catalogue of Life.